# Venire facias
In diritto, venire facias (Latino per "che tu possa far venire"), anche venire facias juratores, e spesso abbreviato in venire, è un atto che ordina a uno sceriffo di riunire una giuria.

## Vari tipi sono
- venire facias ad respondendum – "un atto che richiede a uno sceriffo di citare una persona contro la quale è stato emesso un atto d'accusa per un reato minore, ora sostituito dall'uso dei mandati.[1]
- venire facias de novo, spesso abbreviato in venire de novo, un atto per convocare un nuovo gruppo di giurati, o venire, "a causa di qualche scorrettezza o irregolarità nel giudizio originale della giuria, tale da non poter essere inserito in un giudizio".[1] Ciò si traduce in una prova de novo.[1] "In sostanza, l'atto è una mozione per un nuovo processo, ma quando la parte si oppone al verdetto a causa di un errore procedurale (e non un errore nel merito), la forma di movimento era tradizionalmente per un venire facire de novo".[1] Per esempio, vedere la decisione 1817 della Corte suprema degli USA in Laidlaw v. Organ (15 U.S. 178): "...la sentenza deve essere annullata, e la causa rinviata al tribunale distrettuale della Louisiana, con l'ordine di concedere un venire facire de novo" (John Marshall).
- venire facias tot matronas - "un atto che richiede uno sceriffo per convocare una giuria di matrone per eseguire un atto de ventre inspiciendo".[1]